# Club Voleibol L'Illa Grau
El Club Voleibol L'Illa Grau es un equipo de voleibol de la ciudad de Castellón. Fundado en 1990, milita en la Superliga Masculina española, en la que ha estado en tres periodos distintos desde la temporada 2005/2006. Es más conocido por su nombre en competición, UBE L'Illa Grau. Además, cuenta con un equipo femenino que actualmente milita en Superliga 2. También se le conocía por GyC L'Illa Grau.

## Historia
El Club Voleibol L'Illa Grau de Castellón nació en x. En sus años de historia el equipo ha estado peleando en categorías inferiores. Además de tener dedicación en el deporte base. No fue hasta el inicio del siglo XXI cuando el proyecto empezó a tener una orientación clara hacia la élite. Así, tras muchos años intentándolo, el equipo consigue ascender a Superliga.

### Primera temporada en Superliga
El 24 de septiembre de 2005 el equipo castellonense iba a debutar en la máxima competición nacional. Tras una temporada en la que se fraguó la primera participación de su historia en la Copa del Rey, aunque cayeran eliminados en cuartos de final por el Unicaja Almería con un 3-0. El equipo se descompuso desde ese momento y terminó entrando en puestos de descenso para acabar perdiendo la  categoría.

### Construyendo un proyecto
Tras años de dedicación y esfuerzo, consiguió colocar a sus equipos en las primeras posiciones de sus correspondientes categorías. El equipo sénior masculino, el UBE L’Illa-Grau, es el referente de la entidad grauera. En la temporada 2010-11 volvió a conseguir el ascenso a la máxima categoría del voleibol nacional: la Superliga Masculina.

### Regreso a Superliga
En su primera temporada tras el regreso a dicha categoría, el plantel que por entonces dirigía el técnico italo-argentino Carlos Cavalli fue el equipo revelación de la competición, plantándole cara a los mejores. Cinco temporadas consecutivas fueron las que estuvo el equipo del argentino compitiendo de más a menos en la Superliga. Incluso en dos ocasiones fueron capaces de clasificarse para la Copa del Rey, aunque no lograron pasar los cuartos de final. Tras una mala temporada, el equipo descendió de categoría y Carlos Cavalli decidió dejar la Dirección Técnica-

### Recomposición del proyecto
La temporada 2015-16, en la que el Primer Equipo masculino descendió, fue un año donde el club tuvo severos cambios en el organigrama técnico. El equipo empezó a estar dirigido por los hermanos Iñaki y Enric Bescós protagonizando una campaña brillante y logrando el título de Liga, el ascenso y la Copa Generalitat Valenciana.

### Vuelta a Superliga
Tras el año de recomposición, el club tuvo una temporada con algunas dificultades a las que se supo amoldar para terminar en novena posición. Fue la temporada 2018-19 la que supuso un antes y un después para el club. La dirección deportiva reforzó bien el equipo en el mercado estival y fruto de ello fue su clasificación a la Copa del Rey. Tras el partido de cuartos de final ante el anfitrión, el CV Melilla, los de Enric Bescós fueron capaces de ganar (3-0) y pasar a sus primeras semifinales de la historia. El rival sería el Unicaja Almería y aunque perdieron (3-1) el equipo dio muy buena imagen con el que sería campeón de la competición. La temporada acabó con una quinta posición y cerca estuvieron de entrar a los Play Offs por el título liguero.
Tras los buenos resultados cosechados entrenador y directiva decidieron echarse a un lado propiciando el fin de la era Enric Bescós. En su lugar iba a encargarse de entrenar al primer equipo masculino el argentino con una larga trayectoria en la Superliga. Esa trayectoria y experiencia hizo que el equipo pudiera competir de igual a igual a todos los equipos de Superliga ganando en la primera jornada al CV Teruel y consiguiendo siempre estar entre los primeros clasificados de la tabla, motivo por el cual disputaron la Copa del Rey esa misma temporada, donde llegaron incluso a meterse en semifinales tras vencer a los anfitriones, Urbia Voley Palma, en la primera ronda. Un ajustado 2-3 hizo que se decantara la balanza de su parte, aunque poco pudieron hacer al día siguiente contra el equipo turolense que consiguió apearles de la competición. Justo unas semanas después la competición se daría por finalizada a causa del COVID-19 y, con ello, la temporada. El equipo seguiría un año más en Superliga.
Tras un verano movidito, Marcelo De Stefano no iba a continuar como entrenador del equipo y firmaría con la Textil Santanderina. En su lugar volvió a tomar las riendas del equipo en la parte técnica el argentino, Carlos Cavalli.

## Escudo
El escudo del club está compuesto por dos círculos huecos de tamaño parecido. Entre ellos se puede leer "Club Voleibol" en la parte alta y "Grau de Castelló" en la baja. en el centro se cruza una banda donde se lee "L'Illa-Grau", todo ello con un trazo azul marino. En la parte central están dibujadas las barras de la bandera de Castellón.

## Pabellón

### Pablo Herrera (inicios)
Durante los primeros años de la historia del club el equipo disputaba sus partidos en el Pabellón Pablo Herrera. Situado en el barrio de El Grao de Castellón. Tiene capacidad para 300 espectadores sentados. El recinto está cubierto y ha sido remodelado en varias ocasiones. Llegado el momento, el club decidió cambiar de recinto deportivo para que su rival el Club Mediterráneo de Voleibol de Castellón dispusiera de él en solitario.

### Ciudad de Castellón (2012-2013)
La primera temporada en la que el equipo de Castellón de la Plana regresa a la categoría de oro, el Primer Equipo disputó sus partidos en el Pabellón Ciutat de Castelló. Situado en la ciudad de Castellón. Tiene capacidad para 6.000 espectadores sentados. El recinto cubierto ha albergado campeonatos de España de categorías inferiores, además de ser sede de la Selección de baloncesto de España, CFS Bisontes Castellón y Amics del Bàsquet Castelló. Debido a su gran capacidad, al principio de la siguiente temporada se abandonará dicha sede.

### Ciutat Esportiva (2013-Act)
Actualmente es la sede del Primer Equipo y de los equipos de base. Aquí se disputan todos los partidos de la categoría. Recibe el nombre de Ciutat Esportiva debido al complejo en el que está situado. Tiene capacidad para unos 700 espectadores sentados.

## Estadísticas históricas

### Entrenadores
| País      | Entrenador          | Temporadas  |
| --------- | ------------------- | ----------- |
| Argentina | Ricardo Stasi       | 2004 - 2006 |
| Argentina | Carlos Cavalli      | 2006 - 2016 |
| España    | Enric Bescós Moreno | 2016 - 2019 |
| Argentina | Marcelo De Stefano  | 2019 - 2020 |
| Argentina | Carlos Cavalli      | 2020 - Act. |

## Palmarés
El palmarés del primer equipo masculino está comprendido por su único título nacional oficial de Superliga Masculina 2 y sus dos títulos autonómicos.
Nota: en negrita competiciones vigentes en la actualidad.
| Competición nacional        | Títulos            | Subcampeonatos |
| --------------------------- | ------------------ | -------------- |
| Superliga Masculina 2 (2/1) | 2004-05 y 2016-17. | 2010-11.       |

| Competición autonómica                    | Títulos                  | Subcampeonatos |
| ----------------------------------------- | ------------------------ | -------------- |
| Copa Comunidad Valenciana masculina (4/0) | 2015, 2018, 2019 y 2021. |                |